# 早川周造
早川 周造（はやかわ しゅうぞう、1863年9月20日〈文久3年8月8日〉 - 1916年〈大正5年〉4月17日）は、明治時代の政治家・実業家・銀行家。貴族院多額納税者議員。

## 経歴
美濃国安八郡、のちの岐阜県海津郡今尾町（平田町 (岐阜県)を経て現海津市）出身。早川理右衛門の長男として生まれ、1883年（明治16年）10月、家督を相続する。
1890年（明治23年）の岐阜県会議員選挙に安八郡選挙区から立候補して初当選を果たしたが、任期途中で辞職した。そのほか、南濃銀行頭取、土地家屋貸付会社社長、七十六銀行、真宗生命保険、大垣銀行、美濃商業銀行、竹鼻銀行、岐阜市貯蓄銀行、濃飛農工銀行、治水共同社、福寿生命保険取締役、美濃貯蓄銀行、高須貯蓄銀行各重役などを歴任した。
1897年（明治30年）岐阜県多額納税者として貴族院議員に互選され、同年9月29日から1904年（明治37年）9月28日まで務めた。